# Berwick (Kent)
Berwick – przysiółek w Anglii, w Kent. Leży 10,6 km od miasta Folkestone, 41,9 km od miasta Maidstone i 91,8 km od Londynu. Berwick jest wspomniana w Domesday Book (1086) jako Berewic.